# جون بست
جون بست (بالإنجليزية: John Best)‏ (11 يوليو 1940 في المملكة المتحدة - 5 أكتوبر 2014 في جمهورية أيرلندا) هو مدرب كرة قدم ولاعب كرة قدم أمريكي في مركز الدفاع. شارك مع منتخب الولايات المتحدة لكرة القدم. أما مع النوادي، فقد لعب مع ستوكبورت كونتي ونادي ترانمير روفرز لكرة القدم ونادي ليفربول وCalifornia Jaguars ‏ وكليفلاند ستوكرز ودالاس تورنايدو وPhiladelphia Spartans ‏ وPhiladelphia Ukrainians ‏ وسياتل ساوندرز.

## وصلات خارجية
- جون بست على موقع قاعدة بيانات كرة القدم.إي يو (الإنجليزية)
- جون بست على موقع ناشيونال فوتبول تيمز (الإنجليزية)